# سیارک ۱۶۷۴۴
سیارک ۱۶۷۴۴ (به انگلیسی: 16744 Antonioleone، نامگذاری:1996OJ2) شانزده هزار و هفتصد و چهل و چهارمین سیارک کشف شده‌است که در ۲۳ ژوئیه ۱۹۹۶ کشف شد.
قدر مطلق سیارک برابر ۱۴٫۴۰ است.